# Rüdiger Helm

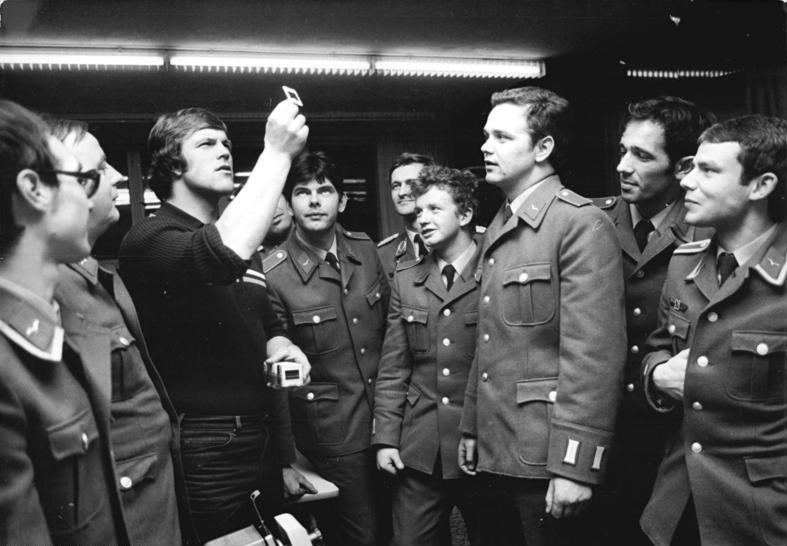
Rüdiger Helm mit Soldaten der NVA-Luftstreitkräfte (1980)

Rüdiger Helm (* 6. Oktober 1956 in Neubrandenburg) ist ein ehemaliger deutscher Kanute, der für die DDR startend drei olympische Goldmedaillen und 10 Weltmeistertitel gewann.

## Leben

### Karriere
Rüdiger Helm hat bereits als Kind Fußball und Handball gespielt sowie das Boxen betrieben. Seine sportliche Berufung fand er in der sechsten Klasse, nachdem ein neuer Sportlehrer ihn zusammen mit seinen Freunden zum Kanusport geschickt hatte. Dort gewann Helm 1970 erstmals bei der Kinder- und Jugendspartakiade.
Rüdiger Helm sein Markenzeichen war die Eigenart, im Boot immer barfuß und ohne Sitzkissen zu fahren. Seine Paradestrecke waren die 1000 Meter. Über diese Strecke prägte er im Einer-Kajak (K1) ab Mitte der 1970er Jahre als Doppel-Olympiasieger und fünffacher Weltmeister die Weltspitze. Zwischen 1976 und 1983 gingen bei Olympischen Spielen und Welttitelkämpfen fast sämtliche Goldmedaillen an den Neubrandenburger. Lediglich bei den Weltmeisterschaften 1977 musste sich Helm mit Silber begnügen. Im Vierer-Kajak verzeichnete Helm weitere drei WM-Titel sowie den Olympiasieg 1980. Hinzu kamen diverse Silber- und Bronzemedaillen im Einer-, Zweier- und Vierer-Kajak.
Über die 500 Meter gewann Helm 1976 im Einer- und Vierer-Kajak olympisches Bronze. 1980 holte Helm im Zweier-Kajak eine weitere Bronzemedaille. Ebenfalls im Zweier wurde Helm 1978 Weltmeister. Eine weitere und damit insgesamt 10. WM-Goldmedaille gewann er 1983 im Vierer-Kajak.
1984 beendete Rüdiger Helm seine aktive Karriere, nachdem er mit dem Boykott der DDR für die Olympischen Spiele von Los Angeles den laut eigener Aussage Tiefpunkt seiner Sportlerlaufbahn erleben musste. Insgesamt gewann Helm 25 internationale Medaillen, hinzu kamen 21 DDR-Meistertitel.
1985 bekam Rüdiger Helm in Paris vom Comité International pour le Fair Play den Coubertin-Fair-Play-Preis als Ehrung für seine sportlichen Verdienste verliehen.

### Nach der Sportlerlaufbahn
Parallel zu seiner Sportlerlaufbahn absolvierte Helm ein Studium zum Diplom-Sportlehrer an der DHFK Leipzig, das er 1982 abschloss. Ab 1985 war er Trainer der Kanuten im SC Neubrandenburg, 1988 folgte die Berufung zum DDR-Nationaltrainer. Nachdem Helm im wiedervereinigten Deutschland vom Deutschen Kanu-Verband abgelehnt worden war, wechselte er nach Österreich und wurde Cheftrainer des dortigen Kanu-Verbandes. Trotz achtbarer Fortschritte bei den Kanu-Weltmeisterschaften 1991 in Paris verzichtete Helm angesichts fehlender langfristiger Erfolgsaussichten auf einen angebotenen Sechs-Jahre-Vertrag und die Fortführung seines Engagements.
Da Helm die Leitung des neu eröffneten Erlebnisbades Ostsee-Therme in Scharbeutz angeboten wurde, verlegte er seinen Lebensmittelpunkt nach Schleswig-Holstein. Im Mai 2001 wurde er Leiter des Baubetriebshofes in Timmendorfer Strand, dessen Funktion er mehr als 20 Jahre ausübte.
Helm, der als Seniorensportler im Drachenbootsport aktiv war, bekleidete in dieser Sportart im Frühjahr 2009 kurzzeitig das Amt des Bundestrainers im Deutschen Kanu-Verband.

### Privates
Rüdiger Helm ist verheiratet und hat zwei Kinder. Er lebt heute auf dem bäuerlichen Hof seines Sohnes in Klinkrade bei Hamburg.

## Auszeichnungen (Auswahl)
- 1976: Vaterländischer Verdienstorden in Silber[6]
- 1980: Vaterländischer Verdienstorden in Gold
- 1984: Ehrenspange zum Vaterländischen Verdienstorden in Gold